# Monumentos Históricos de Thatta
Monumentos históricos de Thatta, são um conjunto de monumentos na cidade paquistanesa de Thatta, antiga capital de três dinastias sucessivas e mais tarde governada pelos imperadores mogóis. Thatta foi constantemente embelezada do século XIV ao XVIII, fazendo com que  a cidade, juntamente com a necrópole, providenciem uma vista única da civilização em Sind.
Os seus monumentos incluem a Grande Mesquita de Shah Jahan e "A cidade dos mausoléus", uma enorme necrópole que cobre 15km².
Foi declarada Patrimônio Mundial pela UNESCO em 1981.

## Ligações Externas
- Tour virtual ao sítio